# Stade Français (Eishockey)
Die Eishockeyabteilung des französischen Sportvereins Stade Français aus Paris existierte von 1931 bis 1940.  

## Geschichte
Die Eishockeyabteilung von Stade Français wurde 1931 gegründet. In den Jahren 1932, 1933, 1934 und 1935 gewann die Mannschaft vier Mal in Folge den französischen Meistertitel. Während ihres nur neunjährigen Bestehens wechselte die Eishockeyabteilung von Stade Français mehrfach ihren Namen und spielte auch als Rapides de Paris und Rapid de Paris. Schließlich konnte sich die Mannschaft nicht gegen die innerstädtische Konkurrenz durch den Racing Club de France und die Français Volants behaupten, woraufhin der Spielbetrieb 1940 eingestellt wurde. 